# China Asian Sevens 2019
China Asian Sevens 2019 – siódma edycja wchodzącego w skład mistrzostw Azji turnieju China Asian Sevens przeznaczonego dla męskich reprezentacji narodowych w rugby 7. Odbyła się w dniach 14–15 września 2019 roku na Huizhou Olympic Stadium w Huizhou będąc drugim turniejem sezonu 2019.

## Informacje ogólne
Rozegrane na Huizhou Olympic Stadium zawody były drugim turniejem sezonu 2019 i wzięło w nich udział osiem reprezentacji. Drużyny rywalizowały w pierwszym dniu systemem kołowym podzielone na dwie czterozespołowe grupy, po czym czwórka najlepszych awansowała do półfinałów, a pozostałe zmierzyły się w walce o Plate. Turniej był transmitowany w Internecie.
W turnieju zwyciężyli reprezentanci Hongkongu. Najwięcej punktów i przyłożeń zdobyli przedstawiciele triumfatorów – odpowiednio Russell Webb i Raef Morrison.

## Faza grupowa

### Grupa A
| 14 września 201914:42 | Korea Południowa | 5:28 | Sri Lanka | Huizhou Olympic Stadium, Huizhou |
| 14 września 201914:42 |                  | 5:28 |           | Huizhou Olympic Stadium, Huizhou |

| 14 września 201915:04 | Japonia | 41:0 | Chińskie Tajpej | Huizhou Olympic Stadium, Huizhou |
| 14 września 201915:04 |         | 41:0 |                 | Huizhou Olympic Stadium, Huizhou |

| 14 września 201917:38 | Sri Lanka | 26:17 | Chińskie Tajpej | Huizhou Olympic Stadium, Huizhou |
| 14 września 201917:38 |           | 26:17 |                 | Huizhou Olympic Stadium, Huizhou |

| 14 września 201918:00 | Japonia | 38:0 | Korea Południowa | Huizhou Olympic Stadium, Huizhou |
| 14 września 201918:00 |         | 38:0 |                  | Huizhou Olympic Stadium, Huizhou |

| 15 września 201912:12 | Korea Południowa | 12:7 | Chińskie Tajpej | Huizhou Olympic Stadium, Huizhou |
| 15 września 201912:12 |                  | 12:7 |                 | Huizhou Olympic Stadium, Huizhou |

| 15 września 201912:34 | Japonia | 37:0 | Sri Lanka | Huizhou Olympic Stadium, Huizhou |
| 15 września 201912:34 |         | 37:0 |           | Huizhou Olympic Stadium, Huizhou |

### Grupa B
| 14 września 201913:58 | Chiny | 21:15 | Filipiny | Huizhou Olympic Stadium, Huizhou |
| 14 września 201913:58 |       | 21:15 |          | Huizhou Olympic Stadium, Huizhou |

| 14 września 201914:20 | Hongkong | 22:7 | Zjednoczone Emiraty Arabskie | Huizhou Olympic Stadium, Huizhou |
| 14 września 201914:20 |          | 22:7 |                              | Huizhou Olympic Stadium, Huizhou |

| 14 września 201916:54 | Filipiny | 17:21 | Zjednoczone Emiraty Arabskie | Huizhou Olympic Stadium, Huizhou |
| 14 września 201916:54 |          | 17:21 |                              | Huizhou Olympic Stadium, Huizhou |

| 14 września 201917:16 | Hongkong | 19:7 | Chiny | Huizhou Olympic Stadium, Huizhou |
| 14 września 201917:16 |          | 19:7 |       | Huizhou Olympic Stadium, Huizhou |

| 15 września 201911:28 | Chiny | 36:0 | Zjednoczone Emiraty Arabskie | Huizhou Olympic Stadium, Huizhou |
| 15 września 201911:28 |       | 36:0 |                              | Huizhou Olympic Stadium, Huizhou |

| 15 września 201911:50 | Hongkong | 47:0 | Filipiny | Huizhou Olympic Stadium, Huizhou |
| 15 września 201911:50 |          | 47:0 |          | Huizhou Olympic Stadium, Huizhou |

## Faza pucharowa

### Cup
|  |           |           |           |                   |   |          |          |       |
|  | Półfinały | Półfinały | Półfinały |                   |   | Finał    | Finał    | Finał |
|  | Półfinały | Półfinały | Półfinały |                   |   | Finał    | Finał    | Finał |
|  |           |           |           |                   |   |          |          |       |
|  |           |           |           |                   |   |          |          |       |
|  | Hongkong  | Hongkong  | 55        |                   |   |          |          |       |
|  | Hongkong  | Hongkong  | 55        |                   |   |          |          |       |
|  | Sri Lanka | Sri Lanka | 0         |                   |   |          |          |       |
|  | Sri Lanka | Sri Lanka | 0         |                   |   | Hongkong | Hongkong | 14    |
|  |           |           |           |                   |   | Hongkong | Hongkong | 14    |
|  |           |           | Chiny     | Chiny             | 7 |          |          |       |
|  | Japonia   | Japonia   | Chiny     | Chiny             | 7 | 7        |          |       |
|  | Japonia   | Japonia   |           |                   |   |          |          |       |
|  | Chiny     | Chiny     | 14        |                   |   |          |          |       |
|  | Chiny     | Chiny     | 14        | Mecz o 3. miejsce |   |          |          |       |
|  |           |           |           |                   |   |          |          |       |
|  |           |           |           |                   |   |          |          |       |
|  |           |           |           |                   |   |          |          |       |
|  | Sri Lanka | Sri Lanka | 0         |                   |   |          |          |       |
|  | Sri Lanka | Sri Lanka | 0         |                   |   |          |          |       |
|  | Japonia   | Japonia   | 40        |                   |   |          |          |       |
|  | Japonia   | Japonia   | 40        |                   |   |          |          |       |

| 15 września 201915:22 | Hongkong | 55:0 | Sri Lanka | Huizhou Olympic Stadium, Huizhou |
| 15 września 201915:22 |          | 55:0 |           | Huizhou Olympic Stadium, Huizhou |

| 15 września 201915:44 | Japonia | 7:14 | Chiny | Huizhou Olympic Stadium, Huizhou |
| 15 września 201915:44 |         | 7:14 |       | Huizhou Olympic Stadium, Huizhou |

| 15 września 201918:40 | Hongkong | 14:7 | Chiny | Huizhou Olympic Stadium, Huizhou |
| 15 września 201918:40 |          | 14:7 |       | Huizhou Olympic Stadium, Huizhou |

| 15 września 201917:56 | Sri Lanka | 0:40 | Japonia | Huizhou Olympic Stadium, Huizhou |
| 15 września 201917:56 |           | 0:40 |         | Huizhou Olympic Stadium, Huizhou |

### Plate
|  |                              |                              |                  |                   |    |                 |                 |       |
|  | Półfinały                    | Półfinały                    | Półfinały        |                   |    | Finał           | Finał           | Finał |
|  | Półfinały                    | Półfinały                    | Półfinały        |                   |    | Finał           | Finał           | Finał |
|  |                              |                              |                  |                   |    |                 |                 |       |
|  |                              |                              |                  |                   |    |                 |                 |       |
|  | Zjednoczone Emiraty Arabskie | Zjednoczone Emiraty Arabskie | 19               |                   |    |                 |                 |       |
|  | Zjednoczone Emiraty Arabskie | Zjednoczone Emiraty Arabskie | 19               |                   |    |                 |                 |       |
|  | Chińskie Tajpej              | Chińskie Tajpej              | 24               |                   |    |                 |                 |       |
|  | Chińskie Tajpej              | Chińskie Tajpej              | 24               |                   |    | Chińskie Tajpej | Chińskie Tajpej | 0     |
|  |                              |                              |                  |                   |    | Chińskie Tajpej | Chińskie Tajpej | 0     |
|  |                              |                              | Korea Południowa | Korea Południowa  | 17 |                 |                 |       |
|  | Korea Południowa             | Korea Południowa             | Korea Południowa | Korea Południowa  | 17 | 19              |                 |       |
|  | Korea Południowa             | Korea Południowa             |                  |                   |    |                 |                 |       |
|  | Filipiny                     | Filipiny                     | 7                |                   |    |                 |                 |       |
|  | Filipiny                     | Filipiny                     | 7                | Mecz o 3. miejsce |    |                 |                 |       |
|  |                              |                              |                  |                   |    |                 |                 |       |
|  |                              |                              |                  |                   |    |                 |                 |       |
|  |                              |                              |                  |                   |    |                 |                 |       |
|  | Zjednoczone Emiraty Arabskie | Zjednoczone Emiraty Arabskie | 5                |                   |    |                 |                 |       |
|  | Zjednoczone Emiraty Arabskie | Zjednoczone Emiraty Arabskie | 5                |                   |    |                 |                 |       |
|  | Filipiny                     | Filipiny                     | 26               |                   |    |                 |                 |       |
|  | Filipiny                     | Filipiny                     | 26               |                   |    |                 |                 |       |

| 15 września 201914:24 | Zjednoczone Emiraty Arabskie | 19:24 | Chińskie Tajpej | Huizhou Olympic Stadium, Huizhou |
| 15 września 201914:24 |                              | 19:24 |                 | Huizhou Olympic Stadium, Huizhou |

| 15 września 201914:46 | Korea Południowa | 19:7 | Filipiny | Huizhou Olympic Stadium, Huizhou |
| 15 września 201914:46 |                  | 19:7 |          | Huizhou Olympic Stadium, Huizhou |

| 15 września 201917:12 | Chińskie Tajpej | 0:17 | Korea Południowa | Huizhou Olympic Stadium, Huizhou |
| 15 września 201917:12 |                 | 0:17 |                  | Huizhou Olympic Stadium, Huizhou |

| 15 września 201916:50 | Zjednoczone Emiraty Arabskie | 5:26 | Filipiny | Huizhou Olympic Stadium, Huizhou |
| 15 września 201916:50 |                              | 5:26 |          | Huizhou Olympic Stadium, Huizhou |

## Klasyfikacja końcowa
| Miejsce | Reprezentacja                | Punkty |
| ------- | ---------------------------- | ------ |
| 1       | Hongkong                     | 12     |
| 2       | Chiny                        | 10     |
| 3       | Japonia                      | 8      |
| 4       | Sri Lanka                    | 7      |
| 5       | Korea Południowa             | 5      |
| 6       | Chińskie Tajpej              | 4      |
| 7       | Filipiny                     | 2      |
| 8       | Zjednoczone Emiraty Arabskie | 1      |